# 拉瓦特巴塔
拉瓦特巴塔（Rawatbhata），是印度拉贾斯坦邦Chittaurgarh县的一个城镇。总人口34677（2001年）。

## 人口
该地2001年总人口34677人，其中男性18233人，女性16444人；0—6岁人口4995人，其中男2609人，女2386人；识字率72.42%，其中男性为79.13%，女性为64.98%。